# 柴田奈緒美
柴田 奈緒美（しばた なおみ、1978年9月14日 - ）は、日本の女性タレント、エッセイストである。埼玉県出身。

## 人物
- 趣味はオートバイに乗ること、オートバイいじり、猫[要説明]、読書、山登り、ネイル[要説明]。
- 所持する資格は普通自動車運転免許、大型自動二輪運転免許。
- 現在の[いつ?]愛車はYAMAHA XJR1300、Kawasaki バリオスII。このほか、足代わりのスクーターを所有している。所有バイクはオンロードマシンのみだが、取材等でオフロードバイクに乗ることにも目覚める。現在は[いつ?]プライベートでもオフロードコースで楽しんでいる[1]。過去にオートレーサーや競艇選手を目指したこともある[2]。
- 2014年より女性ライダーのためのバイクイベント企画団体「メリリーモト」を運営し、積極的にバイクの楽しさを伝えている。

## 出演

### テレビ
- 週刊バイクTV（2004年4月 - 2012年4月、千葉テレビ） - レギュラー

### イベント
- MotoGP 世界選手権シリーズ第2戦 POLINI日本グランプリ（2009年）
- QTEL FIM世界耐久選手権シリーズ第3戦（2010年）
- 江戸川競艇場・多摩川競艇場 場内放送選手インタビュー
- 2りんかん祭り - メインMC
- 東京ビギナーズバイク OUTLET MALL - メインMC
- PRIDER'S BIKE FESTA
- 小鹿野町 いちにちレディースライダー宿

### 雑誌
- L+bike
- タンデムスタイル
- アンダー400